# Comuna Pidlîpți, Zolociv
Pidlîpți (în ucraineană Підлипці) este o comună în raionul Zolociv, regiunea Liov, Ucraina, formată din satele Dereveankî, Kameanîste, Novoselîșce, Osovîțea, Pidlîpți (reședința), Pluhiv, Ruda și Trosteaneț.

## Demografie
Componența lingvistică a comunei Pidlîpți
     Ucraineană (99,74%)
     Alte limbi (0,23%)
Conform recensământului din 2001, majoritatea populației comunei Pidlîpți era vorbitoare de ucraineană (99,74%), existând în minoritate și vorbitori de alte limbi.